# جنون نیمه‌شب (فیلم ۱۹۸۰)
جنون نیمه‌شب (به انگلیسی: Midnight Madness) فیلمی محصول سال ۱۹۸۰ و به کارگردانی مایکل نانکین و دیوید ویچر است. در این فیلم بازیگرانی همچون دیوید ناتن، دبرا سینگر، ادی دیزن، براد ویکین، مگی روزول، استیون فرست، مایکل جی. فاکس، اندی تننت و دیرک بلوکر ایفای نقش کرده‌اند.